# Слиньківщина (заказник)
Слинькі́вщина — ландшафтний заказник місцевого значення в Україні. Розташований у межах Зіньківського району Полтавської області, біля села Слинківщини, що на північ від міста Зінькова.
Площа 54,6 га. Статус надано згідно з рішенням облради від 27.10.1994 року. Перебуває у віданні Тарасівської сільської ради. 
Охороняється балкова мережа з лучно-степовою рослинністю та багатою флорою з рідкісними видами.